# Michałki (Pasym)
Michałki (deutsch Michelsdorf) ist ein Ort in der polnischen Woiwodschaft Ermland-Masuren. Er gehört zur Gmina Pasym (Passenheim) im Powiat Szczycieński (Kreis Ortelsburg).

## Geographische Lage
Michałki liegt am Westufer des Großen Kalbensees (polnisch Jezioro Kalwa) in der südlichen Mitte der Woiwodschaft Ermland-Masuren, 19 Kilometer nordwestlich der Kreisstadt Szczytno (deutsch Ortelsburg).

## Geschichte
Der Ordens-Hochmeister Konrad von Wallenrode gründete die Siedlung Michelsdorf, als er am 8. Dezember 1391 dem „getreuen“ Michel zu köllmischem Recht das Privileg freier Fischerei im Kalbensee „zu Tisches Nothdurft“ verschrieb. Eine Erneuerung dieser Urkunde erfolgte durch Paul von Rußdorf am 23. Januar 1429, und eine weitere Handfeste stammte im Jahre 1445 von Heinrich Reuß von Plauen. Die Vermögensumstände der Einwohner galten 1781 als „mittelmäßg“.
Im Jahre 1874 wurde Michelsdorf in den neu errichteten Amtsbezirk Scheufelsdorf (polnisch Tylkowo) im ostpreußischen Kreis Ortelsburg eingegliedert. 198 Einwohner waren im Jahre 1910 in Michaelsdorf registriert. Im Jahre 1933 belief sich die Zahl der Einwohner auf 231, im Jahre 1939 auf 185.
Als 1945 in Kriegsfolge das gesamte südliche Ostpreußen an Polen überstellt wurde, war nun eben auch Michelsdorf davon betroffen. Das Dorf erhielt die polnische Namensform „Michałki“ und bildet heute zusammen mit dem Nachbarort Miłuki (Milucken) ein Schulzenamt (polnisch Sołectwo) innerhalb der Stadt-und-Land-Gemeinde Pasym (Passenheim) im Powiat Szczycieński (Kreis Ortelsburg), bis 1998 der Woiwodschaft Olsztyn, seither der Woiwodschaft Ermland-Masuren zugehörig. Im Jahre 2011 zählte Michałki 169 Einwohner.

## Kirche

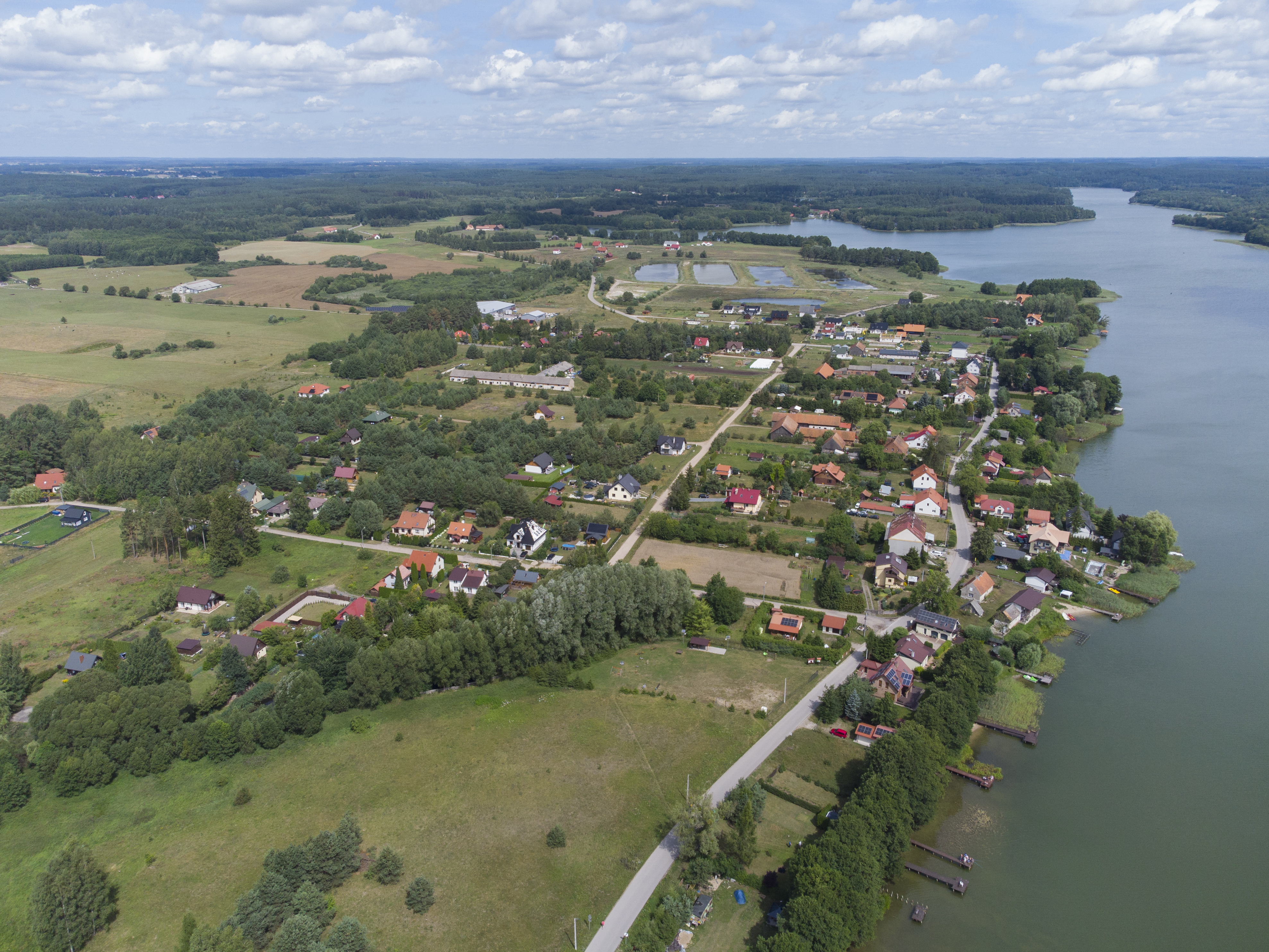
Michałki – Luftaufnahme

Bis 1945 war Michelsdorf in die evangelische Kirche Passenheim in der Kirchenprovinz Ostpreußen der Kirche der Altpreußischen Union sowie in die römisch-katholische Kirche der gleichen Stadt im Bistum Ermland eingepfarrt.
Heute gehört Michałki evangelischerseits zur Kirche Pasym, jetzt in der Diözese Masuren der Evangelisch-Augsburgischen Kirche in Polen gelegen, und auch zur katholischen Pfarrei dort, die jetzt dem Erzbistum Ermland zugeordnet ist.

## Schule
Die Volksschule in Michelsdorf war eine Gründung König Friedrich Wilhelms I.

## Verkehr
Michałki liegt nördlich der polnischen Landesstraße 53 (frühere deutsche Reichsstraße 134) und ist von dort über Nebenstraßen sowohl von Tylkowo (Scheufelsdorf) als auch von Kośno (Kösnick) aus zu erreichen. Eine Anbindung an den Bahnverkehr besteht nicht.